# Уралан (посёлок)
Урала́н (калм. Уралан) — посёлок в Приютненском районе Калмыкии, в составе Октябрьского сельского муниципального образования.
Население - 81 чел. (2010)

## Название
Название посёлка производно от калм. Уралан — вперёд; на юг; успех; удача; продвижение; к югу

## История
До Октябрьской революции территория современного посёлка входила в состав Сальского округа Области Войска Донского. Территория вошла в состав Калмыцкой автономной области в связи созданием так называемого "Манычского коридора". "Коридор" возник в связи необходимостью территориального объединения Большедербетовского улуса с создаваемой Калмыцкой автономией.
В конце 1929 года на территории Манычского коридора был организован совхоз №107 "Тангчин зянг" (впоследствии совхоз «40  лет ВЛКСМ»). На карте РККА 1941 года на месте современного посёлка Уралан обозначена ферма № 5 совхоза № 107. Это позволяет сделать вывод, что населённый пункт был основан не позднее 1941 года.

## Физико-географическая характеристика
Посёлок расположен на западе Приютненского района в пределах Приманычской низменности, на высоте около 10-15 метров над уровнем моря, у восточной оконечности лимана Лопиловский (залив Пролетарского водохранилища). Рельеф местности волнисто-равнинный. Почвенный покров комплексный: распространены солонцы (автоморфные) и каштановые солонцеватые и солончаковые почвы.
По автомобильной дороге расстояние до столицы Калмыкии города Элиста составляет 100 км, до районного центра села Приютное - 39 км. К посёлку имеется подъезд с щебневым покрытием (3 км) от автодороги Приютное - Октябрьский
Часовой пояс
Уралан, как и вся Республика Калмыкия, находится в часовой зоне МСК (московское время). Смещение применяемого времени относительно UTC составляет +3:00.

## Население
| 2002 | 2010 |
| ---- | ---- |
| 106  | ↘81  |

Национальный состав
Согласно результатам переписи 2002 года большинство населения посёлка составляли русские (66 %)